# 杜兼
杜 兼（と けん、750年 - 809年）は、唐代の官僚・軍人。字は処弘。本貫は京兆府。

## 経歴
鄭州録事参軍事の杜廙の子として生まれた。貞観年間の宰相の杜正倫の嗣子の杜志静（杜正蔵の実子）の玄孫にあたる。幼いころ安禄山の乱が起こって終南山に避難した。建中初年、進士に及第した。徐泗節度使の張建封の下で功労を重ねて、濠州刺史となった。その性格は軽薄陰険で、豪奢尊大であった。貞元年間、徳宗は相次ぐ兵乱に嫌気がさしており、軍の駐屯を一時の間に合わせにして、刺史の交代も困難になっていた。杜兼はそうした事情を察知して、兵士を訓練して自前の武力を蓄え、地方で暴威をふるった。録事参軍の韋賞と団練判官の陸楚は杜兼にさからったことがあったため、杜兼はふたりを誣告する上奏をおこない、冤罪死させた。また李藩を誣告する上奏をおこなって、殺そうとしたこともあった。元和初年、入朝して刑部郎中となり、蘇州刺史に転じた。赴任しようとしたとき、李錡が必ず反乱を起こすと予見した上書を行ったため、留められて吏部郎中となり、給事中に任じられた。金商防禦使となり、河南少尹・知河南府事に任命され、ほどなく正式に河南尹を拝受した。これらの高位の歴任は当時杜佑が宰相の位に昇った権威を借りてのものであった。元和4年（809年）11月甲子、在官のまま死去した。享年は60。

## 伝記資料
- 『旧唐書』巻146 列伝第96
- 『新唐書』巻172 列伝第97